# Кота Христова
Кота Христова Кузман Пупина Костойчинова е българска революционерка, войвода на Вътрешната македоно-одринска революционна организация.

## Биография
Родена е в стружкото село Вевчани. Сгодява се за българския революционер Ставре Гогов. През април 1907 година Ставре отсяда в къщата на вуйчо си Търпе Шекутков в родното си село. Турците научават за това и редовна войска и башибозук от съседните села Октиси, Лабунища и Подгорци обсажда къщата. Ставре Гогов заедно с домакините си се сражава 20 часа в неравната битка, като годеницата му Кота минава през обсадата и им донася патрони и бомби. След свършването на куршумите Ставре Гогов се самоубива. С него загиват и Търпе Шекутков и брат му Кузман Шекутков. Снахата Андрица и тримата внуци на Кузман Шекутков са ранени. От аскера и башибозука загиват 27 души. Турците запалват къщата. След убийството на Ставре Гогов годеницата му Кота Христова убива предателя и се включва като байрактарка в четата на Стойчо Янкулов Торбичков от Подгорци.
След това в 1907 година Кота Христова е избрана от четниците за войвода и тя става войвода на Стружката околийска чета. С четата си Кота изнася две престрелки с османската жандармерия и голямо сражение над село Радожда, без да даде нито една жертва.